# أعمال شغب بالتيمور 2015
أعمال شغب بالتيمور 2015 هي أعمال شغب اندلعت في بالتيمور في أعقاب مقتل رجل أمريكي من أصل أفريقي يدعى «فريدي غراي» (بالإنجليزية: Freddie Gray)‏ يبلغ من العمر 25 عاما في مدينة بالتيمور في معتقله، وكانت وفاته في 19 أبريل 2015 بعد مرور أسبوع على اعتقاله. وفي 1 مايو 2015 استبعدت المحكمة أن يكون موت غراي نتيجة ضرب جسمه في جدران وأصدرت اتهامات ضد ستة ضباط متورطين في الحادث وتهمة بالشروع بالقتل من الدرجة الثانية.
ونظمت احتجاجات سلمية بعد مراسم الجنازة وتحولت إلى اضطرابات وعصيان مدني أصيب خلالها العديد من ضباط الشرطة واعتقل عشرات المحتجين وكنتيجة لحالة عدم الاستقرار أعلن عن حالة الطوارئ في 27 أبريل ونشر الآلاف من رجال الشرطة وقوات الحرس الوطني التابع للجيش ولاية ماريلاند في مدينة بالتيمور.

## الأحداث

### 27 إبريل

#### الجنازة
تمت مراسم دفن فريدي غراي في كنيسة «شيلوه» المعمدانية الجديدة في 27 أبريل في الساعة 11:00 صباحا بعد السماح للجمهور بوداعه لمدة ساعة واحدة. وشمل الحضور عددا كبيرا من قادة الحقوق المدنية، وأسر أشخاص آخرين قتلوا على أيدي الشرطة، والسياسيين بما في ذلك عضو الكونجرس إيليا كامينجز، وأمين عام مجلس الوزراء برودريك جونسون، ومستشار البيت الأبيض هيذر فوستر، والياس الكانتارا من مكتب الشؤون الدولية الحكومية.

#### إجراءات وقائية
تم وضع صورة لـ "مثيري الشغب يقفوا على سيارة تابعة لشرطة بالتيمور" وكُتب عليها النص التالي: "جميع المدارس الثانوية الاثنين في الساعة 3 مساءا نحن ذاهبون لتطهير المركز التجاري بـ"مونداومن" (Mondawmin)، والعودة إلى المدينة، وتوزيعها على وسائل الإعلام وكذلك طُبعت ملصقات. وردا على ذلك، تم إغلاق المركز التجاري في Mondawmin في الساعة 2:15 مساءًا، وانتشرت شرطة مكافحة الشغب في المنطقة. واستعدادا للتطهير قامت الشرطة بإغلاق محطة مترو Mondawmin وأيضا محاصرة العديد من الشوارع المجاورة. ونتيجة لذلك فإن طلاب مدرسة «فريدريك دوجلاس» الثانوية في بالتيمور الواقعة أمام المركز التجاري في Mondawmin وجدوا صعوبة كبيرة في مغادرة المنطقة حيث انتهت دروسهم بعد ساعة من بدء «التطهير»، مما أدى إلى تواجد حشد كبير.
وفقا لتقارير شهود العيان، مع توقع بدأ «التطهير» في الساعة 15:00، قامت شرطة بالتيمور بإجراء وقائي بإيقاف جميع الحافلات التي تمر بهذه منطقة، وإغلاق محطة مترو الأنفاق القريبة وطوقت المنطقة حول المركز التجاري. ورأى شهود عيان الشرطة تحتجز جميع الطلاب المتواجدين بالمكان، حيث قامت الشرطة وقوات مكافحة الشغب باحتجاز الطلاب لمدة نصف ساعة قبل إلقاء أول طوبة. وكتب «ميجان هاريس» وهو مدرس بمدرسة «فريدريك دوجلاس» الثانوية في صفحته على الفيسبوك: «لو كنت طالبا من الطلاب المحاصرين في مِن قِبل رجال الشرطة دون أي وسيلة للوصول إلى منزله وبشكل كامل في طريق الأذى، وسأكون على استعداد لانصرف أيضا»
وتضمنت الاستعدادات إغلاق أماكن عديدة منها جامعة ميريلاند بالتيمور، حيث أقفل حرمها في وسط مدينة بالتيمور في الساعة 14:00 نقلا عن تحذير الشرطة بشأن «أنشطة قد تنطوي على العنف»،  كما أُغلقت كلية المجتمع في بالتيمور وجامعة كوبين وغيرها من الأماكن، وتم تأجيل مباراة البيسبول التي كان مقررا إجراؤها ذلك اليوم.

#### انتشار العنف
بدأ حوالي 75-100 فردا -يبدو أنهم طلاب المدارس الثانوية- برمي الطوب والزجاجات على الشرطة قرب المركز التجاري في Mondawmin، وردت الشرطة بإلقاء الحجارة والطوب على الطلاب، وانتشر العنف بسرعة، وبنهاية اليوم تم تدمير سيارتين من سيارات الدورية وأصيب خمسة عشر شرطيا، ودمرت سيارات الشرطة، وأصيب بعض الضباط بكسور في العظام، وتم نهب وحرق صيدلية كبيرة (CVS Pharmacy) في غرب بالتيمور، ولم يصب أحد بأذى في الصيدلية لأنه تم إجلاء الموظفين قبل أن يتم نهبها وحرقها، وقام أحد المحتجين بثقب خرطوم الحريق الذي استخدام لاخماد الحريق.

### 28 إبريل

#### صباحا

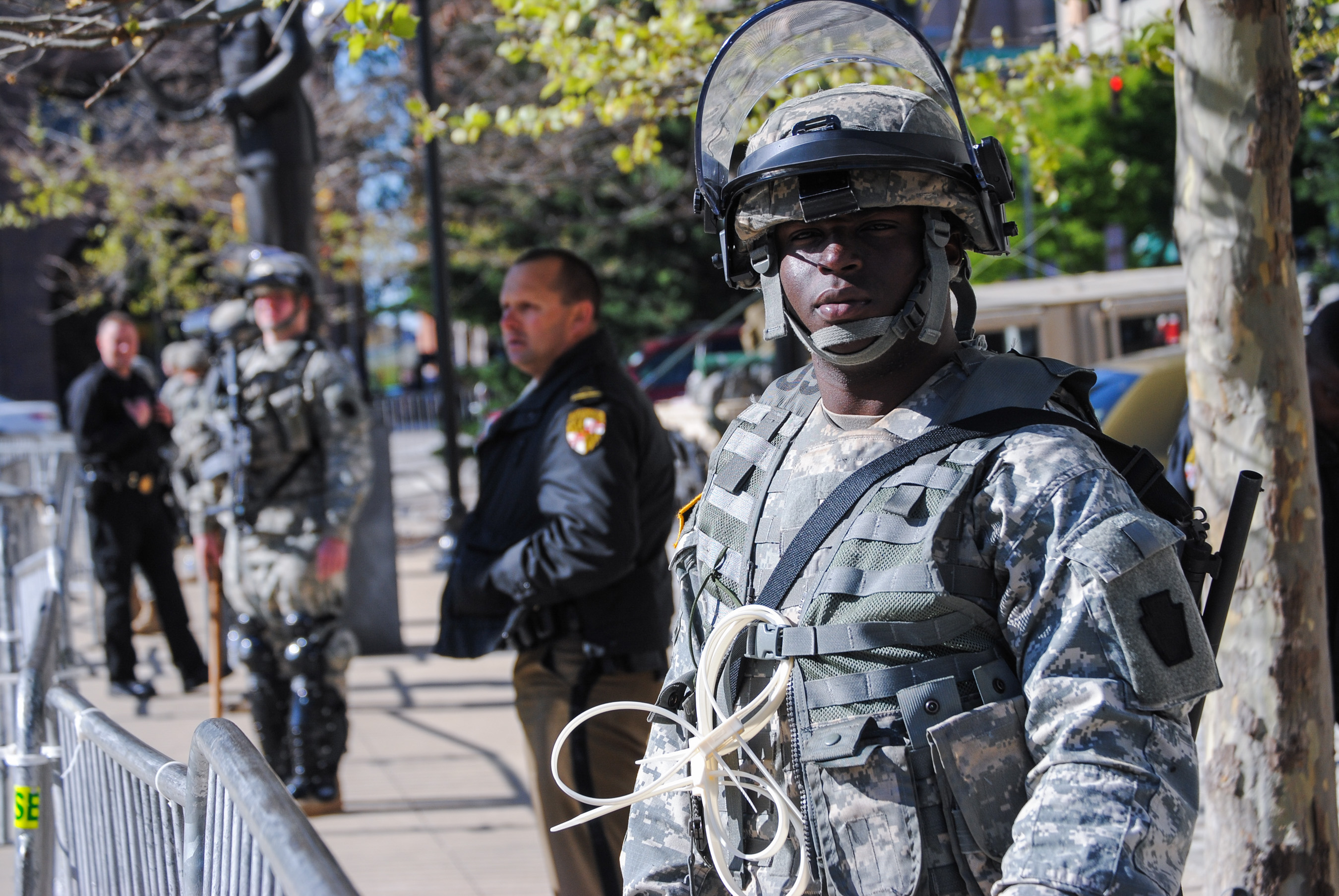
جندي من فوج المشاة 175 يحرس أمام بالتيمور سيتي هول في 28 أبريل

في حوالي الساعة 06:00 صباحًا، عرض تلفزيون بالتيمور رجال الإطفاء يقومون بإخماد الحرائق، بينما المقيمون -ومعظمهم من المواطنين من أصل إفريقي- يقومون بتنظيف بعد آثار أعمال الشغب التي حدثت في الليلة السابقة. وصل جنود من فوج المشاة 175 إلى ماريلاند، وهم جنود من الحرس الوطني التابع للجيش في بالتيمور، لتوفير التأمين للأماكن الحيوية ودعم الشرطة. في حوالي الساعة 07:35 صباحًا أفاد مكتب رئيس بلدية بالتيمور أن هناك 144 مركبة قد أحرقت، إضافة إلى حرق 19 مبنى، وأنه جرى اعتقال ما يقرب من 200 فردا. وتضرر شخص واحد بشدة بسبب الحرق.
في 08:25 صباحًا أُعلن أن حاكم ولاية ماريلاند «لاري هوجان» انتقل مؤقتا من مكتبه في أنابوليس إلى بالتيمور وأنه سيقوم بزيارة مكان الأحداث. وفي حوالي الساعة 09:00 صباحًا، زار هوجان منطقة غرب بالتيمور التي تأثرت بشدة جراء أعمال الشغب من إتلاف سيارات ونهب للمتاجر، ووجه الشكر للعاملين في مجال المساعدة وتنظيف الشوارع.
خلال الليلة السابقة، ظهرت إحدى الأمهات وتدعى «تويا غراهام» توبخ ابنها على شاشة التلفزيون لقيامه برمي الحجارة على الشرطة. وقالت جراهام إنها لا تريد لابنها نهاية مثل فريدي غراي، ولكنه أيضا لا ينبغي السعي لتحقيق العدالة من خلال أعمال الشغب. في 11:15 صباحًا، أشاد مفوض شرطة بالتيمور «أنتوني باتس» بالسيدة غراهام، قائلا: «أتمنى لو قام المزيد من الآباء بمحاسبة أطفالهم هناك.»
أعلن العريف «جون اشتر» المتحدث باسم الشرطة أن المركز التجاري سيغلق لليوم التالي لانتشار شائعات عن تخطيط لشغب يحدث هناك. كما أُغلقت إدارة الضمان الاجتماعي ومراكز الرعاية الصحية والخدمات الطبية.

#### بعد الظهر ومساء
في الساعة 12:00 ظهرًا شوهد المتطوعين الذين يبلغ عددهم المئات يقومون بتنظيف الحطام التي خلفتها أعمال الشغب في المنطقة التي ألقي فيها القبض على فريدي غراي، وقامت الشرطة بغلق بعض الأماكن للمساعدة في أعمال التنظيف، بينما تبرعت بعض المتاجر بأكياس القمامة والمكانس وقام عمال المدينة باستخدام الشاحنات تلنقل أكوام من القمامة والزجاج المحطم.
في 12:55 مساء، أعلن الرئيس أوباما أنه كان هناك الكثير من التعاملات المقلقة بين الشرطة والمواطنين السود، لكنه قال أنه «لا يوجد عذر لأعمال العنف من مثيري الشغب» في بالتيمور. في حوالي الساعة 01:30 مساء، تجمعت حشود في الصيدلية التالفة حيث كان القس جيسي جاكسون يزور المكان وتحدث قائلا: «لقد كان مؤلما لأنه دمر الكثير من الشركات في الحي وأوذي الكثير من الناس، ولكن سبب ذلك العنف هو الشعور بالاغتراب». في الساعة 02:30 مساء خلال محادثة للكابتن «اريك كووالتشيك» لمناقشة الحوادث التي وقعت في 27 إبريل، تجمع المتظاهرون بشكل سلمي، على الرغم من إلقاء القبض على شخص واحد، وتم استخدام «رذاذ الفلفل» عندما أصبح بعض المحتجين غير منضبطين. أعلن الزعماء الدينيين في بالتيمور أن 14 كنيسة في جميع أنحاء المدينة مفتوحة لإعطاء الطعام للأطفال الذين يعتمدون على المدارس لتوفير الوجبات اليومية.
في الساعة 20:30 مساء، أعلن مدير المدارس العامة في بالتيمور «غريغوري ثورنتون» أن المدارس الرسمية ستعاود العمل في اليوم التالي (29 أبريل). وقبل الساعة 21:00 مساء تجمع عدة مئات من المحتجين في مقر شركة CVS التي نهبت، وقام بعض الأفراد بالفصل بين المتظاهرين والشرطة، وتحدث القس المحلي للمتظاهرين عبر مكبر الصوت لا فتا إلى احترام حظر التجول، قائلا: «دعونا نظهر للعالم، لأن أعين العالم مسلطة على بالتيمور في الوقت الحالي.» وذكر المتحدث باسم الشرطة الكابتن «اريك كووالتشيك» أن السلطات تحاول بعدة طرق إبلاغ سكان بالتيمور بوقت حظر التجول في العاشرة مساء، وذلك من خلال سيارات الدورية وإرسال الرسائل من خلال مروحية تابعة للشرطة تطوف فوق المدينة وعبر خدمة الهاتف.
في الساعة 22:15 مساء، تجمع مئات من المتظاهرين وقام البعض برمي بعض الزجاجات على الشرطة، بينما بدأت شرطة مكافحة الشغب لتحريك الحشود واستخدام مكبرات الصوت من المروحيات لمخاطبة المحتشدين: «يجب العودة إلى دياركم. لا يمكن أن تبقوا هنا، وإلا سوف تكونوا عرضة للاعتقال». بدأت التوترات في التصاعد عندما بدأ أفراد برمي الأشياء على الشرطة. بعد فترة وجيزة حوالي الساعة 22:30 مساء، أُلقيت قنابل الدخان أو الألعاب النارية من المحتشدين وبدأت الشرطة المجهزة بدروع لمكافحة الشغب في تفريق الناس. في الساعة 22:32 مساء، نشرت شرطة بالتيمور على تويتر أن «الضباط يلقون الآن رذاذ الفلفل على الحشد المعتدي». ثم في الساعة 22:34 كتبوا : «الناس الذين ما زالوا في الشارع - الذين لا تنطبق عليهم الاستثناءات - هم الآن في انتهاك للطوارئ وحظر التجول»، وتحركت الشرطة عبر التقاطع وتفرق الحشد في الشوارع الجانبية بعيدا عن المنطقة. في الساعة 22:50 مساء، شوهدت آليات عسكرية تتجول في الشوارع لتفريق الحشد المتبقي والذي لا يتجاوز العشرات من الناس. في الساعة 23:00 مساء، عند تقاطع CVS لم يتواجد إلا الشرطة والإعلاميين الذين كانوا مستثنين من حظر التجول. في الساعة 23:40 مساء، صرح مفوض شرطة بالتيمور «أنتوني باتس» أن حظر التجول بدأ في العمل وأنه تم القبض على عشرة أشخاص، سبعة لانتهاكها حظر التجول، واثنين من الناس للنهب، واحد بتهمة السلوك غير المنضبط.

### 29 إبريل إلى 3 مايو
بعد أعمال الشغب، حاول العديد من أصحاب الأعمال الصغيرة تنظيف المكان. وبحلول 29 إبريل لم تتمكن أكثر من 200 شركة صغيرة من استئناف العمل. وانسحب الحرس الوطني من بالتيمور بعد 3 مايو، وتم رفع حظر التجول عن المدينة.

## احتجاجات ذات علاقة

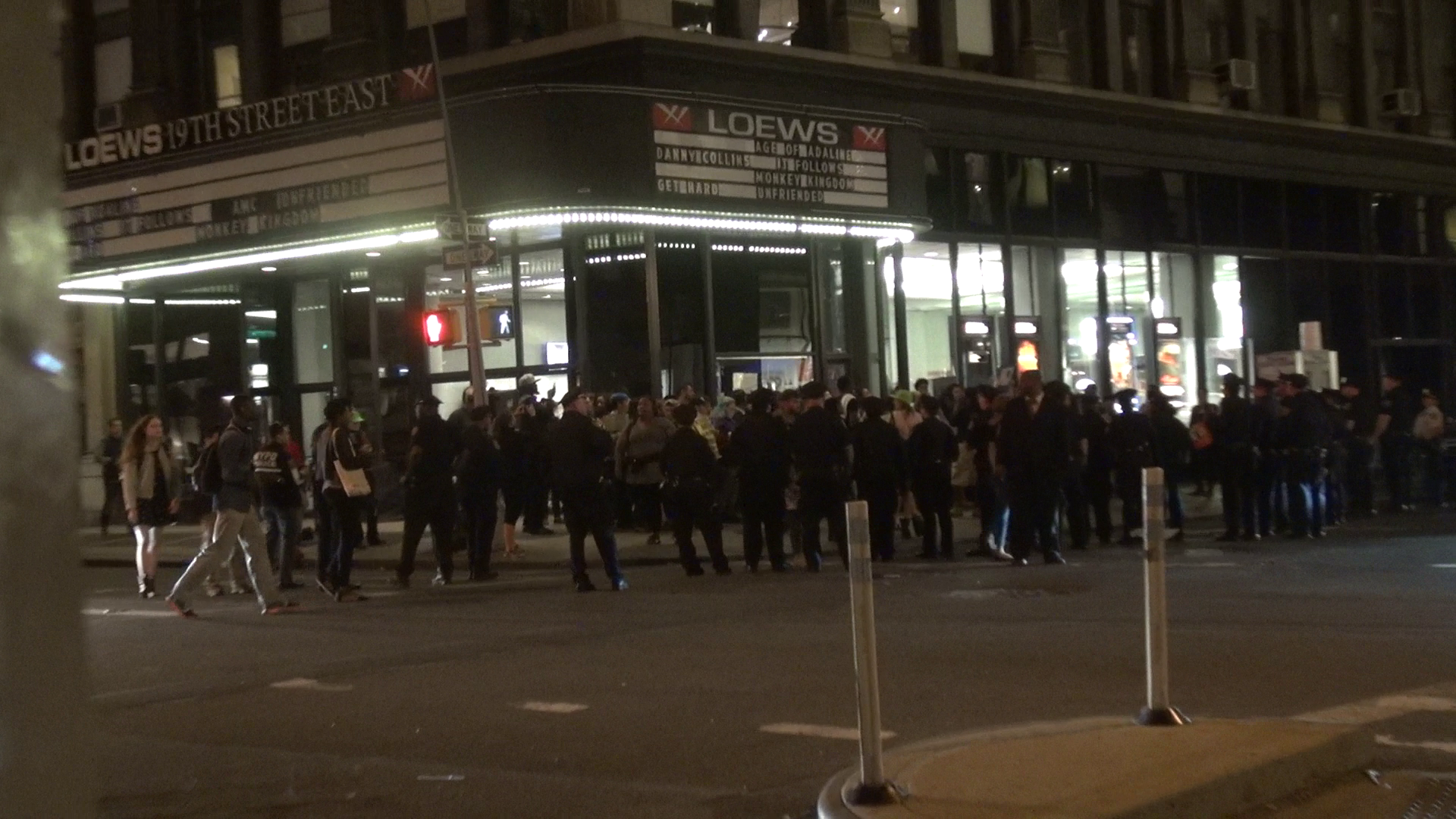
رجال الشرطة يحيطون بالمتظاهرين في الشارع 19 شرق في مدينة نيويورك.

في التاسع والعشرين من أبريل 2015 سار المتظاهرون عبر شوارع مدينة نيويورك معطلين بذلك حركة المرور في المناطق الرئيسية بما فيها طريق ويست سايد السريع ونفق هولاند. قالت كارمين بيريز مديرة اتحاد العدالة من حركة إصلاح العدالة الجنائية أن «الأمر كله يتعلق بالتضامن، لأننا هنا لنشر رسالة السلام من متظاهري بالتيمور الأوليين». أعتقل أكثر من 100 شخص، كما لم تسمح الشرطة للمظاهرة بأن تكتمل قبل البدء بالاعتقالات.
تضماناً مع احتجاجات بالتيمور، خرجت الاحتجاجات في دينفير منددة بوحشية الشرطة. وأُعتقل أحد عشر شخصا في 29 أبريل 2015 بعد اصطدامات مع الشرطة والتي استخدمت رذاذ الفلفل على المتظاهرين المحتشدين بالقرب من طريق كولفاكس أفينيو وشارع برودواي. بدأت المواجهة بين المحتجين والشرطة في الساعة 7 مساءًا بعدما أطاح متظاهر بضابط شرطة من على دراجته النارية ثم اعتدى عليه على يد خمسة آخرين. ذكرت الشرطة أن القوة استخدمت ضد المحتجين بسبب هذه الحادثة. بحلول الساعة السابعة وأربعين دقيقة مساءً انتهى الاحتجاج في شارع برودواي وانتقل المحتجون إلى سوق الشارع 16.
قامت العديد من الاحتجاجات في شوارع كل من واشنطن العاصمة، وبوسطن، ومنيابولس، وسياتل، وفيلادلفيا، وسينسيناتي.

## ردود الفعل

### الإجراءات الوقائية

#### الإجراءات الحكومية
في مؤتمر صحفي أجري مساءًا، أعلن المحافظ أنه سيكون هناك حظر تجول على مستوى المدينة من الساعة العاشرة بعد الظهر إلى الساعة الخامسة قبل الظهر ابتداء من 28 أبريل. في حين ألغت مدن بالتيمور والمدن المجاورة لها الرحلات المدرسية والنشاطات المجدولة في مدينة بالتيمور في 3 مايو. كما أعلن المسؤولون أن مدارس مدينة بالتيمور سوف تغلق يوم الثلاثاء.
وقد أعلن حاكم ماريلاند لاري هوغان حالة الطوارئ واستعداد وجهوزية حرس ماريلاند الوطني. كما علقت اللواء لندا سنغ مسؤولة الحرس الوطني لماريلاند عن أنه سيكون هناك «عدد ضخم» من الجنود في ليلة السابع والعشرين من أبريل، وعن أن ما يقارب 5000 جندي سيكونون منتشرين في المنطقة. كما جهزت شرطة ولاية ماريلاند 500 ضابط للمهمة في بالتيمور، كما طلبت 5000 ضابط شرطة من ولايات أخرى.

#### الإجراءات الرياضية
قام فريق بالتيمور ريفنز بإلغاء مباراة (2015 NFL draft) ردا على الاحتجاجات.
بعد التشاور مع دوري البيسبول، أعلن فريق «بالتيمور أوريولز» أن المباراة الثانية ضد «وايت سوكس» سيتم تأجيلها، وأن مباراة يوم 29 إبريل ستقام في بعد الظهر بدون جمهور. وتعد هذه هي المباراة الأولى من نوعها في تاريخ دوري البيسبول التي تُلعب بدون جمهور (حدث ذلك أحيانا في كرة القدم). وسُجل عدد الحضور رسميا بـ«صفر»، وبذلك تحطم الرقم القياسي السابق لأدنى حضور في لعبة دوري البيسبول، الذي كان «ستة في عام 1882». وسوف تُلعب المباراتان الملغاتان متتاليتان في 28 مايو. كما أعلن الفريق أيضا أن سلسلة مبارياته المقرر عقدها من 01-03 مايو ستنتقل من ساحات «كامدن» إلى ساحة «تروبيكانا».

#### إجراءات العصابات
أمرت إدارة شرطة لوس أنجلوس بركوب اثنين من الضباط في السيارات -وليس واحدا- بعد أن قررت الشرطة أن هناك «تهديدا حقيقيا» بالعنف من قٍبل العصابات ضد ضباط الشرطة في مختلف أنحاء الولايات المتحدة، وادعت الشرطة أن عصابة «أسرة الغوريللا السوداء» (Black Guerilla Family) وعصابة الدماء
(Bloods) وعصابة كريبس (Crips) قد اتفقت كفريق واحد لاستهداف ضباط الشرطة. وفي وقت لاحق، نفت قيادات تلك العصابات هذه المزاعم، وصدر بيان مصور يطالب باحتجاجات هادئة وسلمية في المنطقة، والانضمام مع الشرطة ورجال الدين لفرض حظر التجول. وفي إحدى المرات، ساعد أفراد العصابة بمنع الشغب في ساحة المركز التجاري عن طريق تشتيت مثيري الشغب. وفي مناسبات أخرى، ساعد أعضاء العصابة بحماية الشركات المملوكة للسود وكذا الأطفال السود والصحفيين، بتحويل مثيري الشغب إلى الشركات الصينية والشركات المملوكة للعرب بدلا من ذلك. وفي مناسبة أخرى، شوهد أفراد من عصابة الدماء وعصابة كريبس وأفراد من حركة أمة الإسلام يلتقطون صورة معا أثناء العمل سويا لمنع العنف أثناء التظاهر السلمي.

## وصلات خارجية
- الجدول الزمني
  - CNN
  - New York Times
- مدونات حية : 
  - Baltimore Sun
  - CBS Baltimore
  - Washington Post
  - New York Times، CNN، Slate
- خرائط: 
  - Baltimore Sun
- فيديو من مروحية :
  - East of Mondawmin (beginning at Woodbruck and Westbury)
  - North and Pennsylvania (attack on police car 057، CVS looted، CVS burning)
  - North and Fulton (liquor store looted)